# A·J·萊佛士
亞瑟·J·萊佛士（Arthur J. Raffles），是由夏洛克·福爾摩斯的創建者亞瑟·柯南·道爾爵士的妹夫歐內斯特·霍爾農在1898年創建的虛構人物。